# Dexâmeno
Dexâmeno, na mitologia grega, foi um rei de Olenus.
Após completar o quinto trabalho, a limpeza dos currais do rei Augias, Héracles reivindicou o pagamento, mas Augias, sabendo que o trabalho havia sido ordenado por Euristeu, se recusou a pagar, exilando seu filho Fileu, que havia dado razão a Héracles. Fileu se exilou em Dulíquio, e Héracles foi para Oleno.
O rei Dexâmeno pediu ajuda de Héracles, porque o centauro Eritião estava forçando o casamento com sua filha Mnesimaque. Héracles matou o centauro quando este veio pegar a noiva.
Uma versão diferente da lenda é dada por Higino: Hércules havia violentado Dejanira, filha de Dexâmeno, prometendo casar-se com ela mais tarde; Euritião, o centauro, filho de Ixião e Nubes, quis ter Dejanira como esposa, ao que o rei, temendo violência, aceitou. No dia do casamento, Eritião trouxe seus irmãos, mas Hércules o matou e levou Dejanira.
Outra versão é dada por Diodoro Sículo: durante o casamento de Azan com Hipólita, filha do rei Dexâmeno, o centauro Euritião estava ofendendo a noiva, e foi morto por Héracles.
Pausânias menciona que alguns escritores contavam uma história sobre Eurípilo, filho de Dexâmeno, que havia participado da guerra que Héracles fez contra Troia, mas Pausânias não aceita esta história, pois ele apenas reconhece Eurípilo, filho de Euemão.
Dexâmeno teve duas filhas gêmeas, Teronice e Terefone, que se casaram com os filhos de Actor.
Segundo o site Theoi, pode-se considerar, com base em Diodoro Sículo, que Dexâmeno era filho de Alector e Diogeneia, pois ele é o próximo rei de Oleno. As filhas de Dexâmeno se casaram com os filhos de Actor, pois Alector havia se aliado com Forbas, o pai de Actor. O sucessor de Dexâmeno foi seu filho ou irmão Hipônoo.